# Currie, Minnesota
Currie là một thành phố thuộc quận Murray, tiểu bang Minnesota, Hoa Kỳ. Năm 2010, dân số của thành phố này là 233 người.

## Dân số
- Dân số năm 2000: 225 người.
- Dân số năm 2010: 233 người.